# Blind Justice – Ermittler mit geschärften Sinnen
Blind Justice – Ermittler mit geschärften Sinnen ist eine US-amerikanische Krimiserie, die 2005 auf dem US-Sender ABC anlief, jedoch nach nur 13 Episoden wegen enttäuschender Einschaltquoten abgesetzt wurde. In Deutschland wurde die Serie vom 8. März bis 28. April 2008 auf kabel eins ausgestrahlt.

## Handlung
Nachdem er im Dienst angeschossen wurde, ist der New Yorker Detective Jim Dunbar blind. Dennoch nimmt er seinen Dienst wieder auf und erweist sich auch ohne Augenlicht als ein hervorragender Ermittler, dessen andere Sinne, wie Gehör und Geruch, geschärfter sind als bei seinen Kollegen. Als erster blinder Detective der Geschichte, muss er sich oft gegen die Zweifel seiner Kollegen und seiner Ehefrau durchsetzen.

## Hintergrund
Mit der Serie New York Cops – NYPD Blue hatte Steven Bochco Anfang der 1990er Jahre einen Hit geschafften, der über zwölf Jahre im US-TV zu sehen war. Dementsprechend wurden auch in seine neue Serienschöpfung Blind Justice – Ermittler mit geschärften Sinnen hohe Erwartungen gesetzt, die jedoch nicht erfüllt werden konnten. Die Zuschauerzahlen blieben weit hinter den Erwartungen zurück, und so wurde die Serie nach nur einer Staffel (13 Folgen) nicht fortgesetzt.

## Besetzung
- Ron Eldard als Detective Jim Dunbar
- Marisol Nichols als Detective Karen Bettancourt
- Rena Sofer als Christie Dunbar
- Reno Wilson als Detective Tom Selway
- Frank Grillo als Detective Marty Russo
- Michael Gaston als Lt. Gary Fisk
- Saul Rubinek als Dr. Alan Galloway